# Viktor Zalgaller

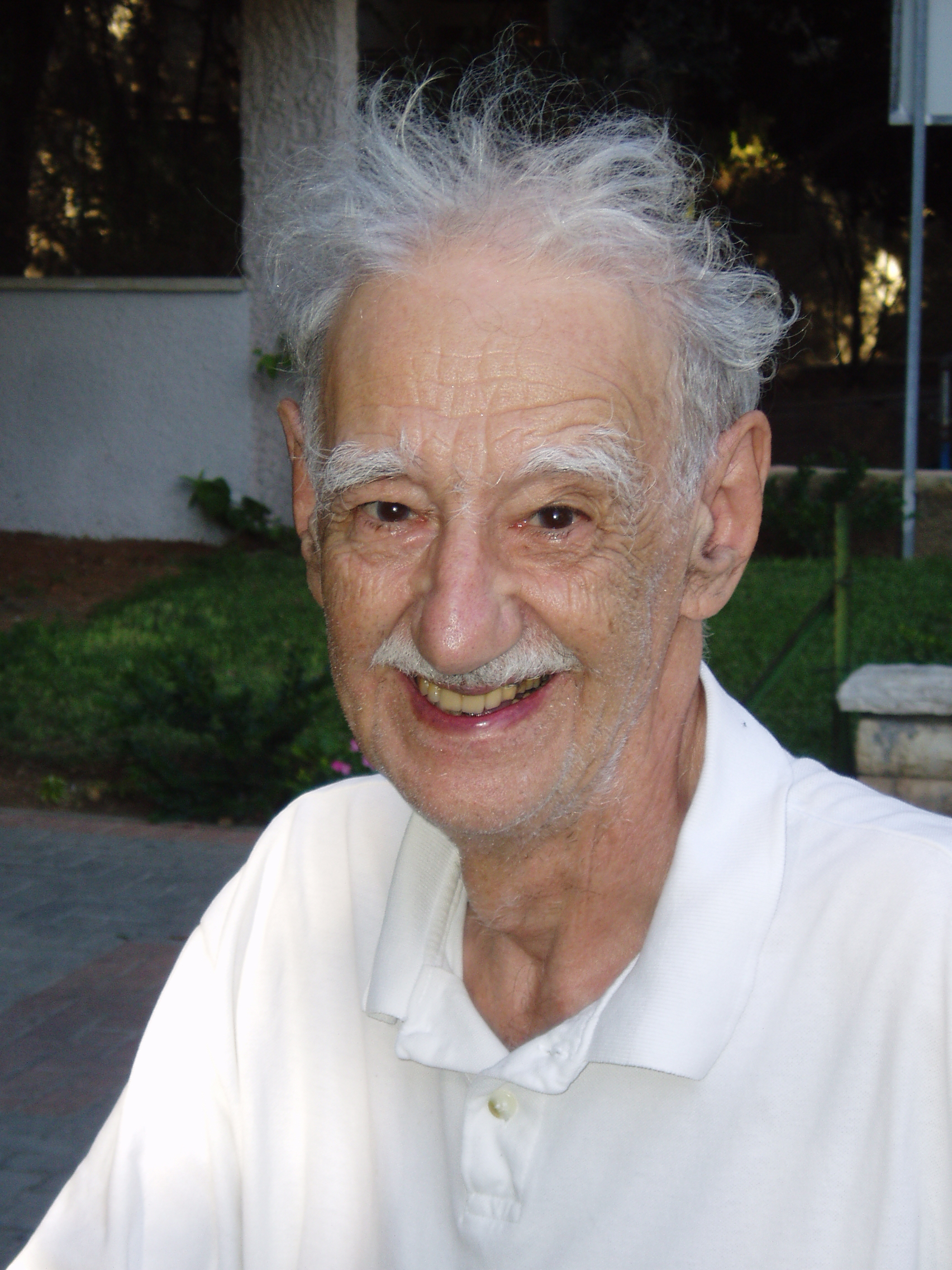
Viktor Zalgaller in Rehovot, Israël, september 2006.

Viktor Abramovitsj Zalgaller (Hebreeuws: ויקטור אבּרמוביץ' זלגלר, Russisch: Виктор Абрамович Залгаллер), (Parfino (oblast Novgorod), 25 december 1920 – Israël, 2 oktober 2020) was een Russische wiskundige op het gebied van de meetkunde en de optimalisatie. Hij werd bekend vanwege zijn resultaten over convexe veelvlakken, lineaire en dynamische programmering, isoperimetrie en differentiaalmeetkunde.  

## Vroege leven
Zijn studie aan de Staatsuniversiteit van Leningrad werd in 1941 onderbroken door de Tweede Wereldoorlog. Begin juli 1941, nadat de nazi's de Sovjet-Unie waren binnengevallen, meldde hij zich als vrijwilliger voor het Rode Leger en bracht vier jaar door in de artillerie aan de frontlinie, waarbij hij ernstig gewond raakte en vijf militaire onderscheidingen voor moed verdiende. In zijn memoires Wartime Life, gepubliceerd in de Verenigde Staten in 1972, documenteerde hij zijn ervaringen in nadere details, van de verdediging van Leningrad in 1941 tot de mars door het verslagen Duitsland in 1945.

## Loopbaan
Viktor Zalgaller stond in het begin van zijn werkzame leven onder invloed van Aleksandr Aleksandrov en Leonid Kantorovitsj. Met beiden publiceerde hij gezamenlijke artikelen. Zijn latere werk Geometric Inequalities ("geometische ongelijkheden"; samen met Joeri Boerago) is nog steeds de belangrijkste bron op dat gebied. In 1969 bewees hij het vermoeden van Norman Johnson dat er precies 92 Johnson-lichamen bestaan. 
Zalgaller woonde het grootste deel van zijn leven in Sint-Petersburg, waar hij studeerde en werkte aan de Staatsuniversiteit van Leningrad en het Steklov-instituut voor wiskunde (afdeling Sint-Petersburg). 
In de vroege jaren tachtig was Grigori Perelman een van zijn studenten. 
In 1999 maakte hij alia naar Israël. Hij overleed daar op 99-jarige leeftijd.